# Culex sumatranus
Culex sumatranus är en tvåvingeart som beskrevs av Steffen Lambert Brug 1931. Culex sumatranus ingår i släktet Culex och familjen stickmyggor. Inga underarter finns listade i Catalogue of Life.